# Psaume 7
Le psaume 7 est attribué à David.

## Texte
| verset | original hébreu                                                | traduction française de Louis Segond | Vulgate latine |  |
| ------ | -------------------------------------------------------------- | --- | --- |  |
| 1      | שִׁגָּיוֹן, לְדָוִד: אֲשֶׁר-שָׁר לַיהוָה--עַל-דִּבְרֵי-כוּשׁ, בֶּן-יְמִינִי               | [Complainte de David.] [Chantée à l’Éternel, au sujet de Cusch, Benjamite.]                                                              | [Psalmus David quem cantavit Domino pro verbis Chusi filii Iemini]                                                                |  |
| 2      | יְהוָה אֱלֹהַי, בְּךָ חָסִיתִי; הוֹשִׁיעֵנִי מִכָּל-רֹדְפַי, וְהַצִּילֵנִי                 | Éternel, mon Dieu ! je cherche en toi mon refuge ; sauve-moi de tous mes persécuteurs, et délivre-moi,                                   | Domine Deus meus in te speravi salvum me fac ex omnibus persequentibus me et libera me                                            |  |
| 3      | פֶּן-יִטְרֹף כְּאַרְיֵה נַפְשִׁי; פֹּרֵק, וְאֵין מַצִּיל                             | Afin qu’ils ne me déchirent pas, comme un lion qui dévore sans que personne vienne au secours.                                           | Nequando rapiat ut leo animam meam dum non est qui redimat neque qui salvum faciat                                                |  |
| 4      | יְהוָה אֱלֹהַי, אִם-עָשִׂיתִי זֹאת; אִם-יֶשׁ-עָוֶל בְּכַפָּי                        | Éternel, mon Dieu ! si j’ai fait cela, s’il y a de l’iniquité dans mes mains,                                                            | Domine Deus meus si feci istud si est iniquitas in manibus meis                                                                   |  |
| 5      | אִם-גָּמַלְתִּי, שׁוֹלְמִי רָע; וָאֲחַלְּצָה צוֹרְרִי רֵיקָם                          | Si j’ai rendu le mal à celui qui était paisible envers moi, si j’ai dépouillé celui qui m’opprimait sans cause,                          | Si reddidi retribuentibus mihi mala decidam merito ab inimicis meis inanis                                                        |  |
| 6      | יִרַדֹּף אוֹיֵב נַפְשִׁי, וְיַשֵּׂג--וְיִרְמֹס לָאָרֶץ חַיָּי; וּכְבוֹדִי, לֶעָפָר יַשְׁכֵּן סֶלָה    | Que l’ennemi me poursuive et m’atteigne, qu’il foule à terre ma vie, et qu’il couche ma gloire dans la poussière ! [Pause]               | persequatur inimicus animam meam et conprehendat et conculcet in terra vitam meam et gloriam meam in pulverem deducat [diapsalma] |  |
| 7      | קוּמָה יְהוָה, בְּאַפֶּךָ--הִנָּשֵׂא, בְּעַבְרוֹת צוֹרְרָי; וְעוּרָה אֵלַי, מִשְׁפָּט צִוִּיתָ      | Lève-toi, ô Éternel ! dans ta colère, lève-toi contre la fureur de mes adversaires, réveille-toi pour me secourir, ordonne un jugement ! | Exsurge Domine in ira tua exaltare in finibus inimicorum meorum et exsurge Domine Deus meus in praecepto quod mandasti            |  |
| 8      | וַעֲדַת לְאֻמִּים, תְּסוֹבְבֶךָּ; וְעָלֶיהָ, לַמָּרוֹם שׁוּבָה                          | Que l’assemblée des peuples t’environne ! Monte au-dessus d’elle vers les lieux élevés !                                                 | Et synagoga populorum circumdabit te et propter hanc in altum regredere                                                           |  |
| 9      | יְהוָה, יָדִין עַמִּים: שָׁפְטֵנִי יְהוָה; כְּצִדְקִי וּכְתֻמִּי עָלָי                   | L’Éternel juge les peuples : Rends-moi justice, ô Éternel ! Selon mon droit et selon mon innocence !                                     | Dominus iudicat populos iudica me Domine secundum iustitiam meam et secundum innocentiam meam super me                            |  |
| 10     | יִגְמָר נָא רַע, רְשָׁעִים-- וּתְכוֹנֵן צַדִּיק;וּבֹחֵן לִבּוֹת, וּכְלָיוֹת-- אֱלֹהִים צַדִּיק | Mets un terme à la malice des méchants, et affermis le juste, toi qui sondes les cœurs et les reins, Dieu juste !                        | Consummetur nequitia peccatorum et diriges iustum et scrutans corda et renes Deus                                                 |  |
| 11     | מָגִנִּי עַל-אֱלֹהִים; מוֹשִׁיעַ, יִשְׁרֵי-לֵב                                  | Mon bouclier est en Dieu, qui sauve ceux dont le cœur est droit.                                                                         | Iustum adiutorium meum a Deo qui salvos facit rectos corde                                                                        |  |
| 12     | אֱלֹהִים, שׁוֹפֵט צַדִּיק; וְאֵל, זֹעֵם בְּכָל-יוֹם                             | Dieu est un juste juge, Dieu s’irrite en tout temps.                                                                                     | Deus iudex iustus et fortis et patiens numquid irascitur per singulos dies                                                        |  |
| 13     | אִם-לֹא יָשׁוּב, חַרְבּוֹ יִלְטוֹשׁ; קַשְׁתּוֹ דָרַךְ, וַיְכוֹנְנֶהָ                      | Si le méchant ne se convertit pas, il aiguise son glaive, il bande son arc, et il vise ;                                                 | Nisi conversi fueritis gladium suum vibrabit arcum suum tetendit et paravit illum                                                 |  |
| 14     | וְלוֹ, הֵכִין כְּלֵי מָוֶת; חִצָּיו, לְדֹלְקִים יִפְעָל                           | Il dirige sur lui des traits meurtriers, il rend ses flèches brûlantes.                                                                  | Et in eo paravit vasa mortis sagittas suas ardentibus effecit                                                                     |  |
| 15     | הִנֵּה יְחַבֶּל-אָוֶן; וְהָרָה עָמָל, וְיָלַד שָׁקֶר                               | Voici, le méchant prépare le mal, il conçoit l’iniquité, et il enfante le néant.                                                         | Ecce parturiit iniustitiam et concepit dolorem et peperit iniquitatem                                                             |  |
| 16     | בּוֹר כָּרָה, וַיַּחְפְּרֵהוּ; וַיִּפֹּל, בְּשַׁחַת יִפְעָל                              | Il ouvre une fosse, il la creuse, et il tombe dans la fosse qu’il a faite.                                                               | Lacum aperuit et effodit eum et incidet in foveam quam fecit                                                                      |  |
| 17     | יָשׁוּב עֲמָלוֹ בְרֹאשׁוֹ; וְעַל קָדְקֳדוֹ, חֲמָסוֹ יֵרֵד                           | Son iniquité retombe sur sa tête, et sa violence redescend sur son front.                                                                | Convertetur dolor eius in caput eius et in verticem ipsius iniquitas eius descendet                                               |  |
| 18     | אוֹדֶה יְהוָה כְּצִדְקוֹ; וַאֲזַמְּרָה, שֵׁם-יְהוָה עֶלְיוֹן                         | Je louerai l’Éternel à cause de sa justice, je chanterai le nom de l’Éternel, du Très-Haut.                                              | Confitebor Domino secundum iustitiam eius et psallam nomini Domini altissimi                                                      |  |

## Usages liturgiques

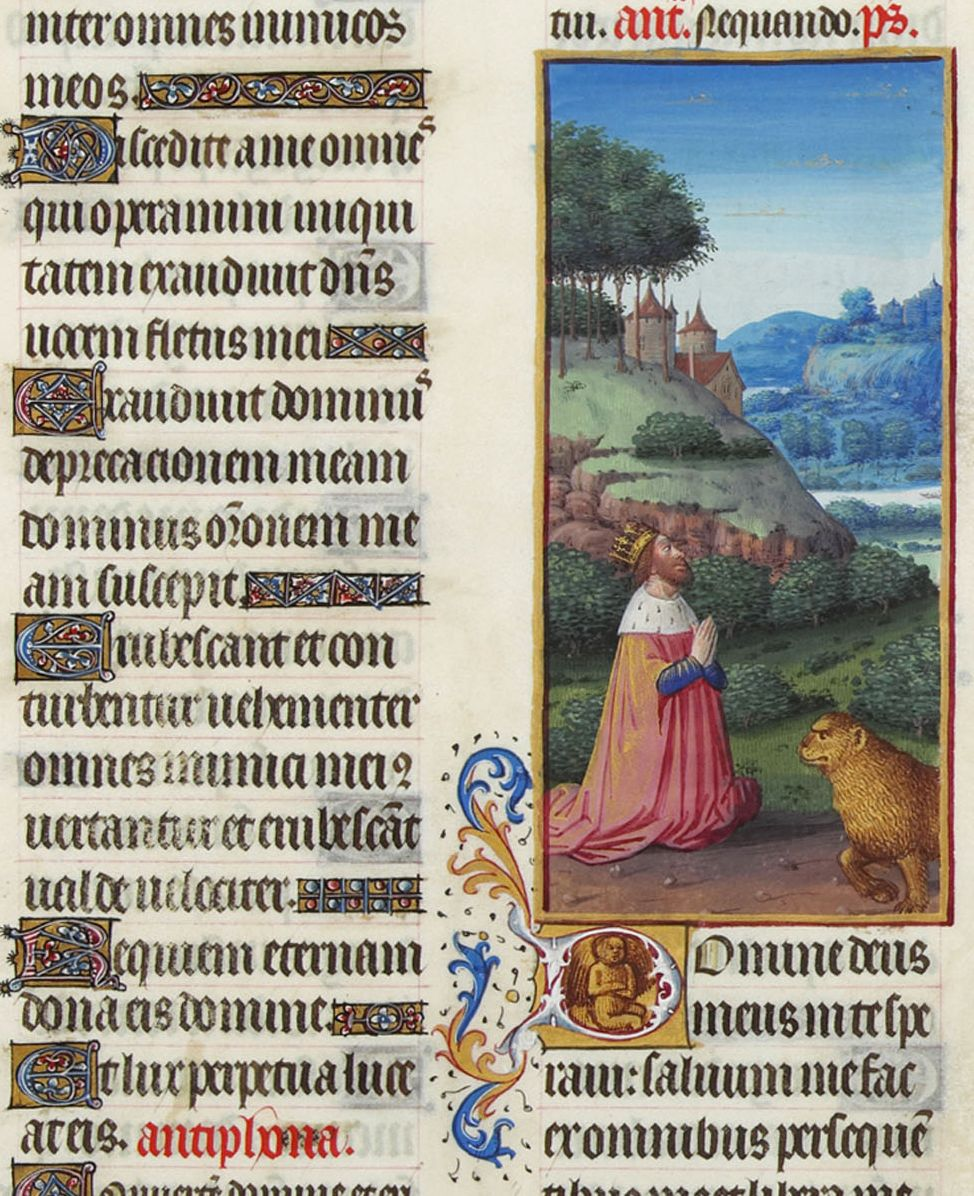
Miniature des Très Riches Heures du duc de Berry illustrant le psaume 7.

### Dans le judaïsme
Le psaume 7 est récité à la fête de pourim, qui rappelle les événements du peuple hébreu associés au livre d'Esther.

### Dans le christianisme

#### Chez les catholiques
Vers 530, saint Benoît de Nursie choisit ce psaume pour l'office de prime du mardi. Selon sa règle de saint Benoît, il s'agissait du premier des trois psaumes. Cette tradition est encore respectée dans un certain nombre de monastères. 
Dans la liturgie des Heures, le psaume 7 est actuellementrécité à l'office du milieu du jour le lundi de la première semaine.